# Cementerio de Alicante
El cementerio de Nuestra Señora del Remedio, también llamado de la Florida, es el cementerio municipal de la ciudad española de Alicante. Actualmente tiene una superficie total de 223 674 m², si bien está prevista una ampliación que supondrá duplicar su extensión. Tiene su entrada principal por la plaza del Cementerio.

## Historia

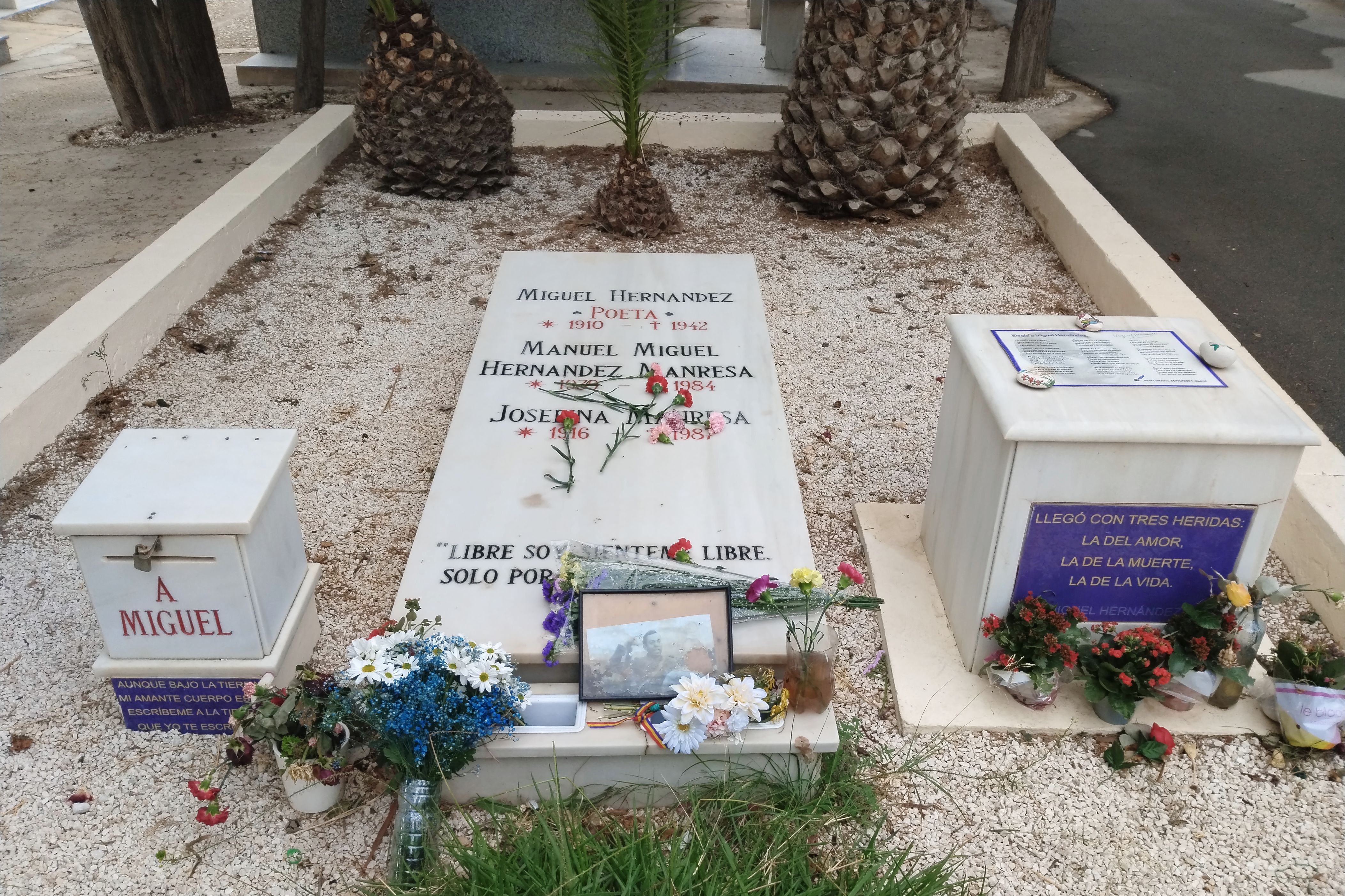
Tumba de Miguel Hernández

La construcción del cementerio comenzó en 1918 en la zona de La Florida según el proyecto del arquitecto municipal Francisco Fajardo Guardiola. Fue trazado en cuadrículas, con plazas de pequeño tamaño en la intersección de las calles paralelas. En una de las principales, se encuentran cuatro fosas reservadas a alicantinos ilustres, de las que tres están ocupadas, una por el poeta Miguel Hernández, otra por el almirante Julio Guillén Tato y la otra por el pintor Gastón Castelló. Su entrada en pleno servicio tuvo lugar en el año 1925, aunque la epidemia de gripe del año 1918, conocida como gripe española, hizo que se habilitara una fosa común en el cementerio pese a no haber sido inaugurado. En 1931 se trasladó a este lugar el cementerio municipal tras el cierre del antiguo cementerio de San Blas. Acabada la Guerra Civil fue lugar de fusilamientos, albergando en diversas fosas comunes los restos de casi seiscientas víctimas —entre las que figuran alcaldes, jueces, gobernadores y numerosos jornaleros, maestros, militares y estudiantes— de la represión franquista entre 1939 y 1945, la mayoría asesinadas en los muros del cuartel de Rabasa.

## Personajes ilustres enterrados
- Ángel C. Carratalá, torero.

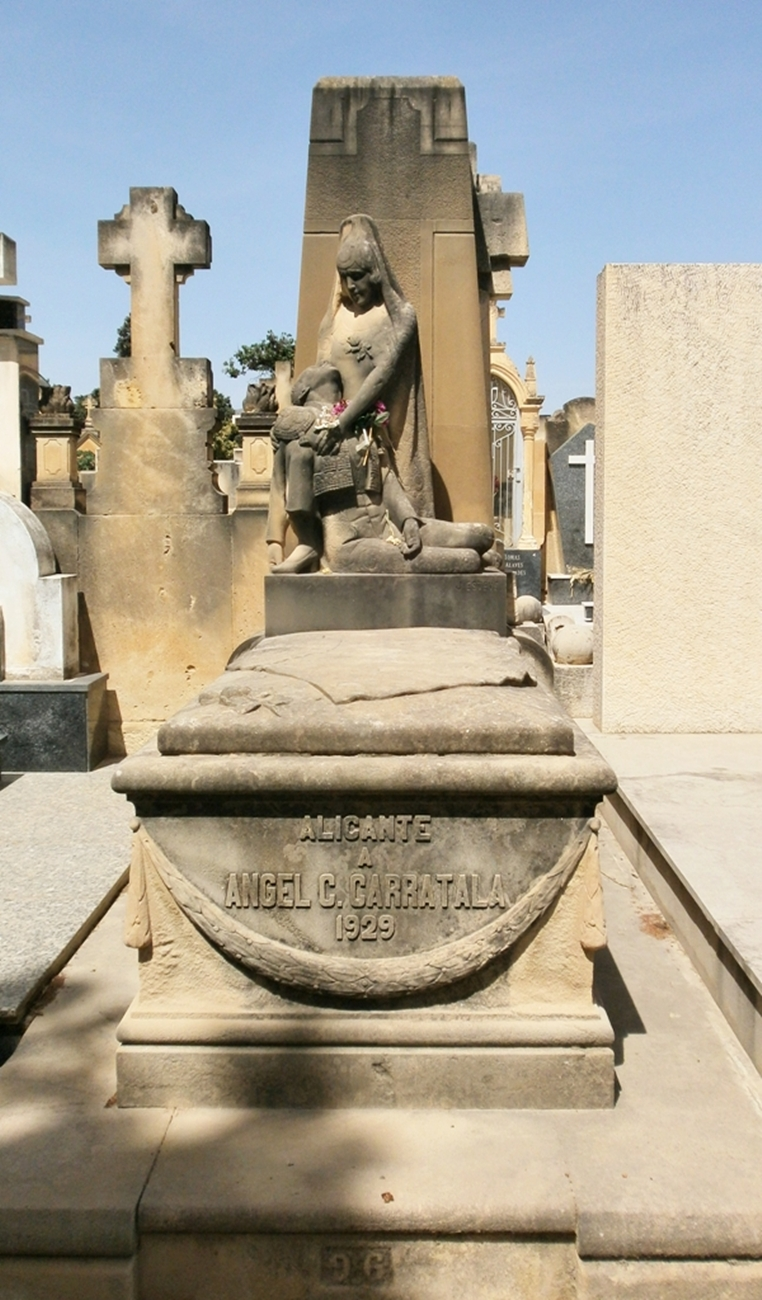
Mausoleo de Ángel C. Carratalá

- Gastón Castelló, pintor, hijo predilecto de Alicante.
- Enrique Cerdán Tato, escritor y cronista oficial de Alicante.
- Joaquín Dicenta, dramaturgo.
- Francisco Figueras Pacheco, escritor.
- José Guardiola Picó, arquitecto.
- José Guardiola y Ortiz, abogado.
- Julio Guillén Tato, almirante.
- Miguel Hernández, poeta, y su esposa Josefina Manresa.
- Pedro Herrero Rubio, médico, en proceso de canonización.[6]
- Próspero Lafarga, ingeniero.
- Eduardo López Bago, escritor.
- José Mari Manzanares, torero.[7]
- José María Py, fundador de las Hogueras de Alicante.
- Alfonso de Rojas y Pascual de Bonanza, político.
- Gregorio Carlos Romero de Vicient, periodista y escritor.[8]
- Antonio Rico Cabot, médico.
- Carlos Sahagún Beltrán, poeta.
- Rodolfo de Salazar, periodista.
- Salvador Sellés, poeta.
- Amparo Boronat Picazo, artista.